# Nick Skelton
Nicholas David Skelton, detto Nick (Bedworth, 30 dicembre 1957), è un cavaliere britannico.

## Carriera
Ha vinto la medaglia d'oro olimpica nel salto ostacoli a squadre alle Olimpiadi 2012 tenutesi a Londra, all'età di 54 anni e ha anche vinto la medaglia d'oro olimpica nel salto ostacoli individuale alle Olimpiadi 2016 tenutesi a Rio de Janeiro, all'età di 58 anni, ritirandosi nel 2017 al Royal Windsor Horse Show.
Ha partecipato anche alle Olimpiadi 1988, alle Olimpiadi 1992, alle Olimpiadi 1996, alle Olimpiadi 2004 ed alle Olimpiadi 2008, quindi in totale a ben sette edizioni dei Giochi olimpici estivi.
Nel 1980 ha preso parte alle Olimpiadi alternative, svoltesi a Rotterdam come segnale di boicottaggio nei confronti delle Olimpiadi di Mosca 1980, contribuendo al medagliere britannico con una medaglia d'argento raggiunta nel salto ostacoli a squadre.
Nel corso delle sue partecipazioni ai campionati mondiali di equitazione ha vinto una medaglia di argento (1986) e quattro medaglie di bronzo (1982, 1986, 1990 e 1998), nelle due categorie del salto ostacoli, ossia individuale e a squadre.
A livello europeo ha vinto tre medaglie d'oro (1985, 1987 e 1989) tutte nelle gare a squadre, tre medaglie d'argento (1991, 1993 e 1995) e tre medaglie di bronzo (una nel 1987 e due nel 2011).